# Ibibio jezik
Ibibio jezik (ISO 639-3: ibb), nigersko-kongoanski jezik iz Nigerije kojim je govorilo 1 500 000 do 2 000 000 ljudi (1998 B. Connell), no danas nije utvrđen točan broj govornika. Raširen je u državi Akwa Ibom u lokalnim samoupravama Itu, Uyo, Etinan, Ikot Abasi, Ikono, Ekpe-Atai, Uruan, Onna, Nsit-Ubium i Mkpat Enin. Glavni je trgovački jezik u državi Akwa Ibom. 
Podklasificiran je podskupini efik koju čini s jezicima anaang [anw], efik [efi] i ukwa [ukq] svi iz Nigerije. Uči se u osnovnim i srednjim školama, koristi na radiju, TV, rječnici, gramatika.

## Vanjske poveznice
- Ethnologue (14th)
- Ethnologue (16th)